# Sigma Serpentis
Sigma Serpentis (σ Ser / 50 Serpentis / HD 147449) es una estrella en la constelación de Serpens, situada en Serpens Caput —la cabeza de la serpiente—.
Se encuentra a 89 años luz del sistema solar.
Sigma Serpentis es una estrella de la secuencia principal de tipo espectral F0V con una temperatura efectiva de 6934 K.
Similar a las componentes del sistema Porrima (γ Virginis) o a Alchiba (α Corvi), su magnitud aparente es +4,82 y su luminosidad es 7,6 veces mayor que la luminosidad solar.
Con un diámetro un 80% más grande que el diámetro solar, gira sobre sí misma con una velocidad de rotación proyectada de 94 km/s.
Tiene una masa un 60% mayor que la masa solar.
Sigma Serpentis presenta una metalicidad prácticamente igual a la solar ([Fe/H] = +0,01), siendo su composición química muy parecida a la del Sol.
De 16 elementos evaluados, sólo unos pocos presentan niveles algo más altos que en el Sol, como es el caso del oxígeno; entre estos, el escandio es el elemento que presenta una «sobreabundancia» más acusada.